# Talin
Talin (en armeni Թալին) és una localitat d'Armènia situada a la regió d'Aragatsotn. El monument més important és la catedral, Katoghike. La població de la localitat és de 3.700 habitants.

## Història
Talin és un dels assentaments més antics de la regió. S'hi han trobat restes del II mil·lenni AEC (entre altres objectes, espases de bronze). Al segle II Talin és esmentat pel geògraf grec Claudi Ptolemeu amb el nom de Talina.
A les excavacions als voltants de la catedral de Talin, es van trobar materials de construcció antics i receptacles.

## Ciutats agermanades
- Bourg-lès-Valence, França